# موريلو دي سوزا فيليسبرتو
موريلو دي سوزا فيليسبرتو (بالبرتغالية: Murilo de Souza Felisberto‏) المعروف باسم موريلو سوزا (ولد في 17 مايو 1996 في تورفو، البرازيل) لاعب كرة قدم برازيلي يجيد اللعب في مركز الوسط المدافع وبدرجة أقل الوسط المحوري. يلعب حاليا لصالح البديع البحريني منذ 2022.

## المسيرة الرياضية

### الأندية
في 1 يناير 2008 بدأ موريلو سوزا مسيرته الرياضية في نادي غريميو تحت 12 سنة البرازيلي.
في 1 يوليو 2013 انتقل موريلو سوزا من غريميو إلى كروزيرو تحت 17 سنة البرازيلي في صفقة انتقال حر.
في 1 يناير 2016 انتقل موريلو سوزا من كروزيرو إلى سبورتينغ لشبونة ب البرتغالي في صفقة انتقال حر.
في 1 يوليو 2016 انتقل موريلو سوزا من سبورتينغ لشبونة ب إلى إنترناسيونال تحت 20 سنة البرازيلي في صفقة انتقال حر.
في 1 يناير 2018 انتقل موريلو سوزا من إنترناسيونال إلى أيه بي سي البرازيلي في صفقة انتقال حر. في موسمه الوحيد 2018 وفي بطولة دوري الدرجة الأولى لولاية ريو غراندي دو نورتي بعدما تصدر الترتيب برصيد 37 نقطة من 14 مباراة ليحقق موريلو أولى بطولاته الشخصية. وفي بطولة دوري الدرجة الثالثة ساهم في احتلال فريقه المركز الثامن في المجموعة الأولى برصيد 21 نقطة من 18 مباراة بفارق نقطتين عن الهبوط. وفي بطولة كأس البرازيل ساهم في وصول فريقه إلى الدور الثمن النهائي عندما خسر من سانتا كروز 1-3 في مجموع المباراتين. وفي بطولة كأس الشمال الشرقي فشل فريقه في التأهل إلى الدور الربع النهائي بعدما احتل المركز السادس في المجموعة الثانية برصيد 12 نقطة من 8 مباريات.
في 1 يناير 2019 انتقل موريلو سوزا من أيه بي سي إلى لاغارتو البرازيلي في صفقة انتقال حر. في موسمه الوحيد 2019 وفي بطولة دوري الدرجة الأولى لولاية سيرغيبي فشل في التأهل إلى المباراة النهائية بعدما احتل المركز الخامس في الدور الثاني برصيد 5 نقاط من 5 مباريات.
في 1 يناير 2020 انتقل موريلو سوزا من لاغارتو إلى ريفر تيريزينا البرازيلي في صفقة انتقال حر. في موسمه الوحيد 2020 وفي بطولة دوري الدرجة الأولى لولاية بياوي فشل فريقه في التأهل إلى المباراة النهائية بعدما احتل المركز الخامس برصيد 16 نقطة من 14 مباراة. وفي بطولة كأس البرازيل ساهم في وصول فريقه إلى الدور الثاني عندما خسر من امريكا دي ناتال بركلات الترجيح. وفي بطولة كأس الشمال الشرقي فشل فريقه في التأهل إلى الدور الربع النهائي بعدما احتل المركز الثامن في المجموعة الأولى برصيد 4 نقاط من 8 مباريات. وفي بطولة دوري الدرجة الرابعة ساهم في وصول فريقه إلى الدور32 عندما خسر من غالفيز ايسبور كلوب 0-1.
في 1 يناير 2021 انتقل موريلو سوزا من ريفر تيريزينا إلى لاغارتو البرازيلي في صفقة انتقال حر. في موسمه الوحيد 2021 وفي بطولة دوري الدرجة الأولى لولاية سيرغيبي ساهم في وصول فريقه إلى المباراة النهائية عندما خسر من سيرجيبي أراكاجو 2-3 في مجموع المباراتين.
في 1 يونيو 2021 انتقل موريلو سوزا من لاغارتو إلى إغريينيا البرازيلي في صفقة انتقال حر.
في 21 أغسطس 2021 انتقل موريلو سوزا من إغريينيا إلى حطين السعودي في صفقة انتقال حر. في موسمه الوحيد 2021-2022 وفي بطولة دوري الدرجة الثانية (المستوى الثالث في السعودية) ساهم في احتلال فريقه المركز السابع في المجموعة الثانية برصيد 36 نقطة من 26 مباراة.
في 18 يوليو 2022 انتقل موريلو سوزا من حطين إلى البديع البحريني في صفقة انتقال حر.

## الإنجازات
- أيه بي سي
  - بطولة دوري الدرجة الأولى لولاية ريو غراندي دو نورتي (1): 2018